# Cywilizacja doliny Indusu

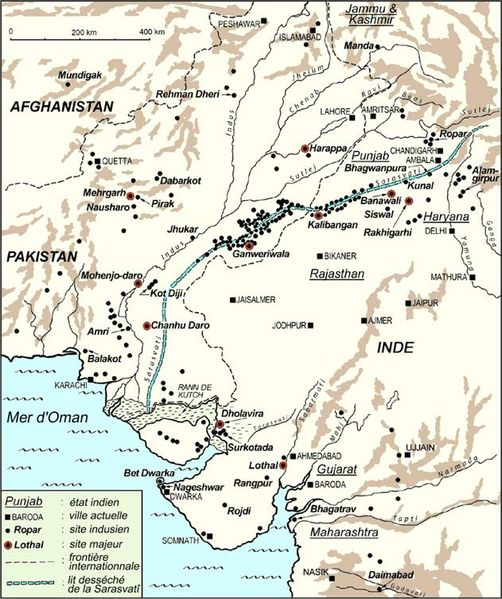
Mapa stanowisk archeologicznych cywilizacji Indusu wraz z przebiegiem antycznej rzeki Saraswati

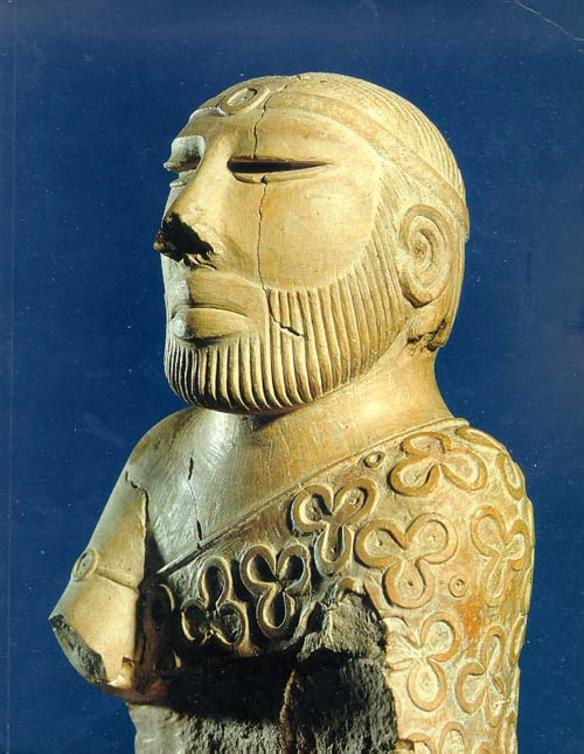
Jeden z najlepiej zachowanych artefaktów tzw. „król-kapłan” z Mohendżo Daro

Cywilizacja doliny Indusu, zwana także Kulturą Indusu, Cywilizacją Indusu-Saraswati, Kulturą harappańską, Kulturą Mohendżo-Daro itp. – pierwsza historyczna cywilizacja na obszarze subkontynentu indyjskiego, rozwijająca się w okresie 3300–1300 p.n.e. (w swej szczytowej formie 2600–1900 p.n.e.), w indyjskiej epoce brązu. Zajmowała obszar wielkości 650 tys. – 1,5 mln km² (według różnych źródeł) i była najrozleglejszą spośród czterech sobie współczesnych cywilizacji starożytności (obok Egiptu, Mezopotamii, Chin). Jej stanowiska rozmieszczone są na całym terytorium współczesnego Pakistanu, w północno-zachodnich Indiach (Dżammu i Kaszmir, Radżastan, Gudżarat, Maharasztra, Hariana, Pendżab) oraz we wschodnim Afganistanie.
Pierwszego (przypadkowego) odkrycia związanego z jej historią dokonano w 1826 roku. Archeologami, którzy prowadzili dotyczące jej badania, byli m.in.: Alexander Cunningham, John Marshall, Mortimer Wheeler, George Dales, Jonathan M. Kenoyer oraz Richard Meadow. Dotychczas odkryto 1500–2600 (według różnych źródeł) stanowisk archeologicznych, przypisywanych tej cywilizacji, spośród których jedynie 2% zostało gruntownie przebadanych. Główne z nich to: Amri, Balakot, Banawali, Bhagatrav, Bhirrana, Chanhu Daro, Daimabad, Dholawira, Dwarka, Ganweriwala, Gola Dhoro, Harappa, Kot Diji, Kalibangan, Lakhmirwala, Lothal, Mohendżo Daro, Nausharo, Pir Shah Jurio, Pirak, Rakhigarhi, Rangpur, Rehman Dheri, Rojdi, Rupnagar, Shortugai, Sokhta Koh, Sothi, Sutkagen Dor itd.

## Historia badań

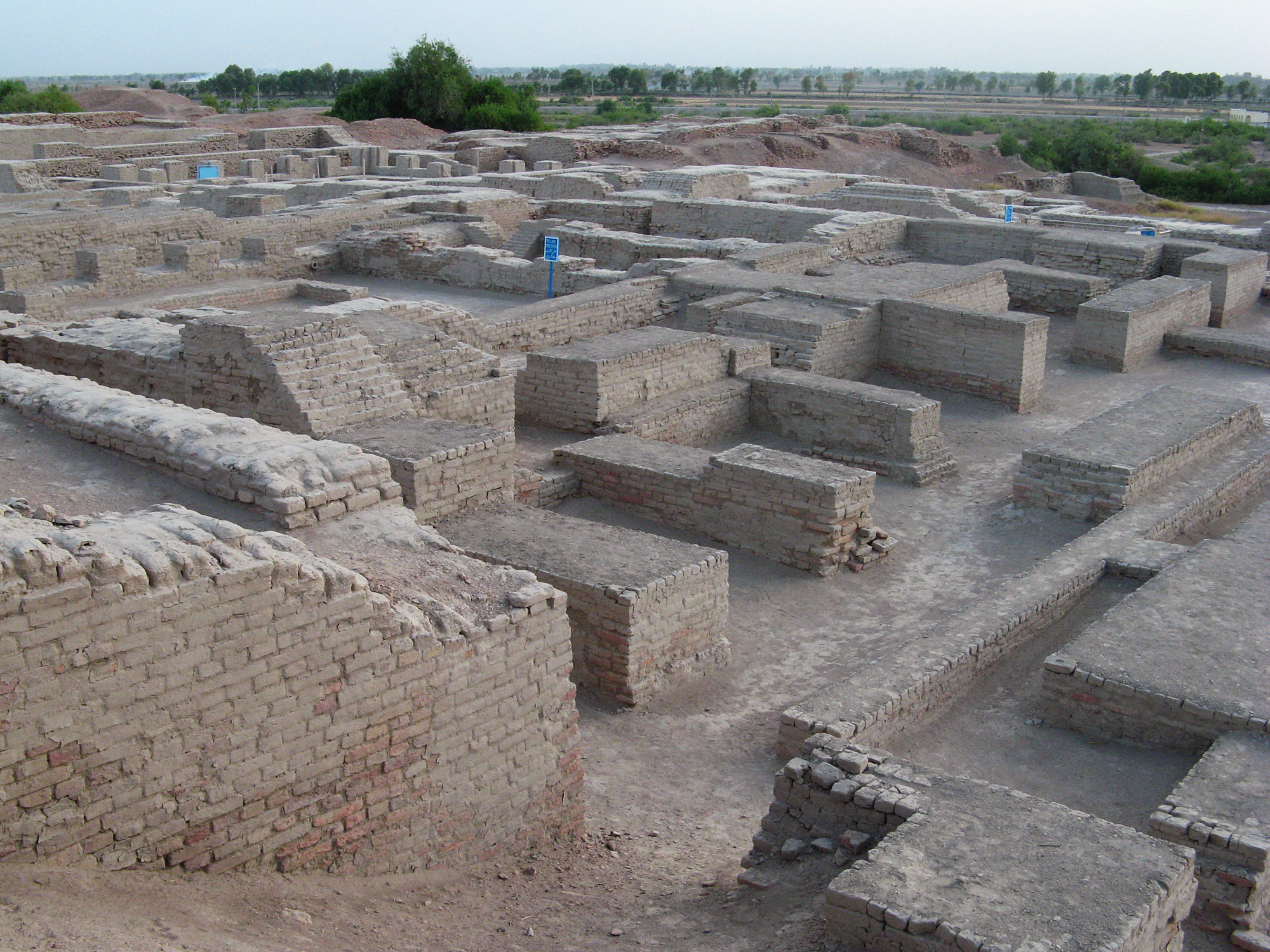
Ruiny Mohendżo-Daro

Do końca XIX wieku cywilizacja doliny Indusu pozostawała całkowicie zapomniana. Wynikało to ze specyficznych uwarunkowań kulturowych, które przez stulecia kazały Hindusom czerpać wiedzę o początkach ich rodzimej tradycji ze starożytnych hymnów Rygwedy (najstarsza z Wed ok. XIV wieku p.n.e.) Ta święta księga hinduizmu, będąca wyznacznikiem tożsamości kulturowej Hindusów, uznaje za początek okresu historycznego przybycie na subkontynent indoeuropejskich Ariów, co nastąpiło nie wcześniej niż w XIII wieku p.n.e., czyli już po upadku kultury harappańskiej.
Ogromną trudność w badaniu starożytnych Indii (w ogóle), stanowi również fakt, że w całej niezwykle starej i bogatej tradycji literackiej półwyspu brakuje dzieł stricte historycznych. Co prawda hinduskie święte księgi i eposy (np. Mahabharata) zawierają wiele odniesień do wydarzeń faktycznych, jednak brak im naukowego zacięcia i systematyczności pism Herodota (o całej późniejszej tradycji antycznej historiografii nie wspominając). Wszystko to sprawia, że ta jedna z najstarszych, obok mezopotamskiej i egipskiej, cywilizacja pozostaje po dziś dzień stosunkowo słabo rozpoznana. Dopiero wiek dziewiętnasty umożliwił wykorzystanie najistotniejszych w zaistniałych okolicznościach źródeł, jakich dostarcza archeologia, a pomimo znacznego postępu badań najbardziej podstawowe kwestie wciąż pozostają bez odpowiedzi.
Człowiekiem, który jako pierwszy w czasach nowożytnych opisał pozostałości Harappy, był dezerter z armii Kompanii Wschodnioindyjskiej Charles Masson (a właściwie James Lewis), który po odłączeniu się od swojego oddziału, przez kilka lat wędrował po terytorium dzisiejszego Pakistanu. Sporządzane przez niego szczegółowe notatki zostały w latach 40. (XIX wieku) wydane drukiem i to w nich właśnie znalazł się najwcześniejszy opis starożytnego miasta, uznanego przez nieświadomego Massona za ruiny zamku. Po kilku latach jego odkrycie zbadał pobieżnie twórca Indyjskiej Służby Archeologicznej (ang. Indian Archaeological Survey) Alexander Cunningham (notując przy okazji znaczny ubytek cegieł użytych przez Brytyjczyków jako tłuczeń do budowy przebiegającej w pobliżu linii kolejowej). Jednak tak naprawdę pierwsze poważne badania rozpoczęła w 1921 roku ekipa pod kierownictwem Johna H. Marshalla, a wyniki jej prac, wraz z odkryciem stanowiska Mohendżo-Daro, stały się absolutną światową sensacją.

## Warunki naturalne
Kultura harappańska rozwijała się na rozległych, północno-zachodnich obrzeżach subkontynentu indyjskiego, w dolinie i dorzeczu rzeki Indus. Tereny te w dzisiejszych czasach leżące na terytorium Pakistanu od północy i północnego wschodu ograniczone są masywem Karakorum i Himalajami, od strony północno-zachodniej łańcuchem górskim Hindukuszu, a od południa zaś Morzem Arabskim. Środkowa dolina Indusu wraz z dorzeczami Gangesu i Jamuny tworzy ciągnącą się przez całą południową część podnóża Himalajów Nizinę Hindustańską.
W wyniku intensywnej i długotrwałej działalności ludzkiej krajobraz i klimat dzisiejszego Beludżystanu różni się znacznie od tego z 3. i 2. tysiąclecia p.n.e. Wycięcie lasów, pokrywających dawniej znaczną część subkontynentu, doprowadziło do nieodwracalnych zmian w cyrkulacji wody, intensywne pustynnienie gleb oraz zmiany klimatyczne w postaci skromniejszych opadów. Skutkiem tego część dopływów Indusu wyschła, powodując wcześniejsze niż w starożytności osadzanie się jego aluwialnych osadów i wyjałowienie żyznych niegdyś terenów. Intensywność tych zmian jest dzisiaj podstawową przeszkodą w próbach odtworzenia warunków naturalnych panujących na tych terenach 4000–4500 lat temu. Niemniej jednak liczba kanałów irygacyjnych i miejsce ich odnajdywania zdają się świadczyć o tym, że warunki dla rozwoju rolnictwa były co najmniej sprzyjające.
Także różnorodność fauny uległa znacznemu zubożeniu, co potwierdzają często wydobywane na stanowiskach archeologicznych steatytowe pieczęcie z licznymi wyobrażeniami, niewstępujących dzisiaj zwierząt (słoni i nosorożców), bez wątpienia znanych nad Indusem w momencie ich wytworzenia.

## Prehistoria
Pierwsze ślady człowieka (Homo erectus) stanowią datowane na 400 tys. lat p.n.e. narzędzia kamienne z okresu dolnego paleolitu. Z kolei przedstawiciele Homo sapiens dotarli na półwysep w dwóch falach, przypuszczalnie najpierw morzem od strony południowej ok. 50 tys. lat p.n.e., a dopiero później ok. 30 tys. lat p.n.e. lądem przekraczając Indus od strony północno-zachodniej. Tworzyli oni początkowo niewielkie, wędrujące grupy łowiecko-zbierackie.

### Periodyzacja
pierwsze organizmy państwowe
     złożone społeczności rolnicze
     proste społeczności rolnicze
     koczowniczy hodowcy
     grupy łowiecko-zbierackie
     bordowa linia wyznacza zasięg wytwarzania przedmiotów brązowych

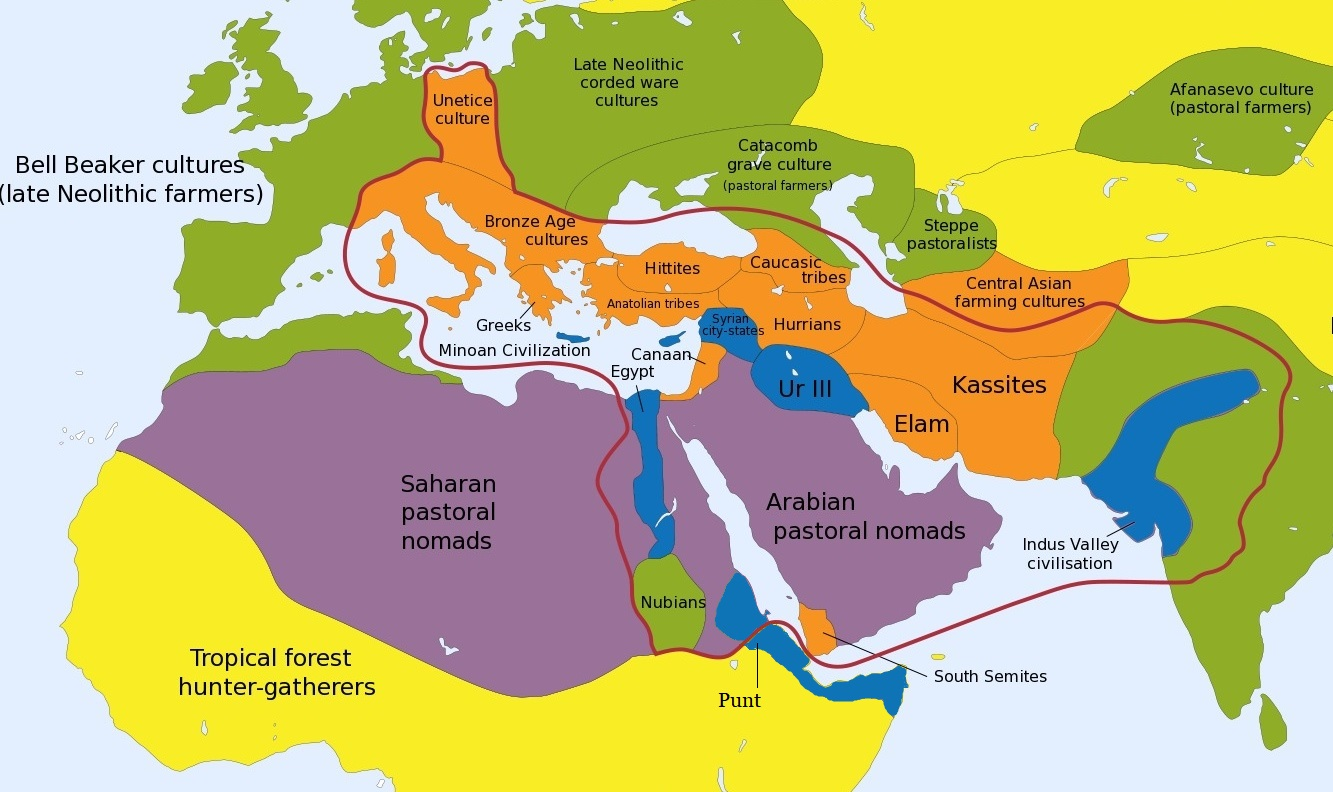
Cywilizacja doliny Indusu na tle innych kultur epoki brązu ok. 2000 p.n.e.
pierwsze organizmy państwowe
złożone społeczności rolnicze
proste społeczności rolnicze
koczowniczy hodowcy
grupy łowiecko-zbierackie
bordowa linia wyznacza zasięg wytwarzania przedmiotów brązowych

Intensywne badania archeologiczne, jakie przeprowadzono w dolinie Indusu po odzyskaniu przez Indie i Pakistan niepodległości (1947), pozwoliły na prześledzenie stopniowej ewolucji różnych form osadnictwa, co stanowi dzisiaj podstawę autochtonicznej teorii powstania tej pierwszej na subkontynencie cywilizacji. Odrzucono tym samym wcześniejszą, zaproponowaną przez brytyjskich archeologów hipotezę o zewnętrznym impulsie urbanizacyjnym jaki miałby przyjść nad Indus z Mezopotamii.
W wyniku przeprowadzonych badań wyodrębniono poszczególne fazy rozwoju (na podstawie najstarszych stanowisk archeologicznych Mehrgarh i Amri):
- 7000/6500 p.n.e. do 5000 p.n.e. – wczesna faza produkcji żywności (rozkwit Mehrgarhu)
- 5000 p.n.e. do 2600 p.n.e. – era regionalizacji

W jej ramach w okresie od 3500 do 2600 p.n.e. – faza wczesnoharappańska
Okres I (3500 do 3000 p.n.e.) – pierwsze narzędzia miedziane, postęp w produkcji ceramiki
Okres II (3000 do 2700/2600 p.n.e.) – postęp w konstrukcji domów
- 2600 p.n.e. do 1900 p.n.e. – właściwa kultura harappańska

Okres III (2700/2600 do 2400 p.n.e.) – największy rozkwit Amri, budynki z palonej cegły i ceramika toczona na kole garncarskim
Okres IV (2400 do 1900 p.n.e.) – pojawienie się wielkich miast Harappa i Mohendżo-Daro doprowadziło do peryferyzacji mniejszych ośrodków (a z czasem ich upadku)
- 1900 p.n.e. do 1300 p.n.e. – okres późnoharappański (od ok. 1500 p.n.e. faza schyłkowa)

Najwcześniejsze świadectwa archeologiczne dotyczące rolnictwa i hodowli (tzw. „pasterski neolit”) pochodzą z 7. tys. p.n.e., a zmiana trybu życia pierwotnych koczowników była prawdopodobnie efektem wpływów bliskowschodnich. Przemawiają za tym podobieństwa w sposobie gospodarowania i budulec w postaci suszonej cegły odnajdywany na najważniejszych stanowiskach archeologicznych: Mehrgarh, Kili Gul Mohammad i Rana Ghundai w pakistańskim Beludżystanie.

### Faza wczesnoharappańska
Około 6. tysiąclecia p.n.e. we wczesnych osadach rolniczych pojawiły się pierwsze wyroby ceramiczne, a w 3. tys. p.n.e. narzędzia miedziane, co stanowi cezurę fazy przejściowej pomiędzy epokami kamienia i brązu, zwaną chalkolitem. Do tego okresu zalicza się kultury Kulli, Zhob i Kweta z obszaru środkowego dorzecza Indusu, a z dolnej jego części kulturę Amri. Ta ostatnia uznawana jest za bezpośrednią prekursorkę cywilizacji harappańskiej (lub harapskiej), ponieważ to tutaj według badaczy dokonała się pierwsza faza urbanizacji.
Ośrodki protomiejskie wczesnego okresu (3500–2600 p.n.e.) odróżniają od poprzedzających je osad rolniczych większe rozmiary budynków i ujednolicenie ich konstrukcji. Na stanowisku archeologicznym Kot Didżi pojawiła się również pierwsza obronna cytadela, a jakość odnalezionych artefaktów stoi na znacznie wyższym poziomie, zaobserwować można także pierwsze przedmioty zbytku.

## Dojrzała kultura Harappy (2600 do 1900 p.n.e.)

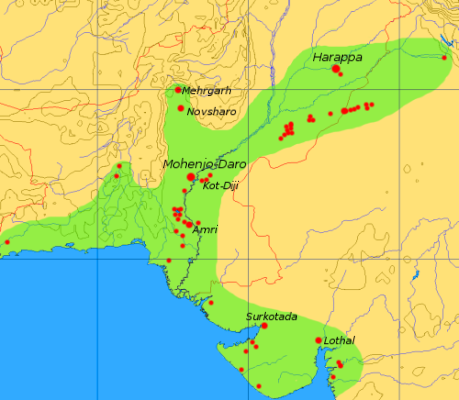
Zasięg oddziaływania i najważniejsze ośrodki miejskie cywilizacji doliny Indusu

Właściwa cywilizacja doliny Indusu była kulturą typowo miejską, a ośrodki wiejskie pomimo tego, że bardzo liczne miały znaczenie drugorzędne. Na podstawie przeprowadzonych badań wyodrębniono cztery typy zespołów urbanistycznych (i osad) różniących się wielkością, która jak się wydaje odzwierciedlała również ich pierwotną hierarchię:
- największe miasta (od 80 do 100 ha powierzchni)

Harappa i Mohendżo-Daro – czasami uważane za miasta stołeczne
a także Dholawira, Rakhigari, Ganweriwala
- 32 miasta średniej wielkości (20 ha) wśród nich najlepiej przebadane:

Kalibangan i portowy Lothal
- ośrodki mniejsze (do 3 ha)
- osady wiejskie (do 1 ha)

### Mohendżo-Daro i Harappa
Pomimo znacznej wzajemnej odległości (350 mil, ok. 560 km) obydwa miasta wykazują ogromne podobieństwo. Stanowią one również punkt odniesienia do oceny stopnia urbanizacji pozostałych stanowisk. W obydwu ośrodkach archeolodzy wyodrębnili znajdującą się w części zachodniej cytadelę (w żargonie brytyjskich archeologów akropol), zbudowaną na sztucznym, ceglanym wzniesieniu oraz miasto właściwe (zwane dolnymi), przy czym zarówno cytadela, jak i miasto posiadały osobne obwarowania. W każdej z cytadel odnaleziono pozostałości „wielkiej sali” będącej zapewne miejscem spotkań i praktyk religijnych, przy czym na miejsce kultu wygląda również unikatowy zbiornik, czyli „wielka łaźnia”, odnaleziony w Mohendżo-Daro (ale już nie w Harappie). Wspólna dla obu warowni pozostaje również ogromna platforma, stanowiąca najprawdopodobniej miejsce młócenia zboża, będące jednocześnie fundamentem spichlerza.

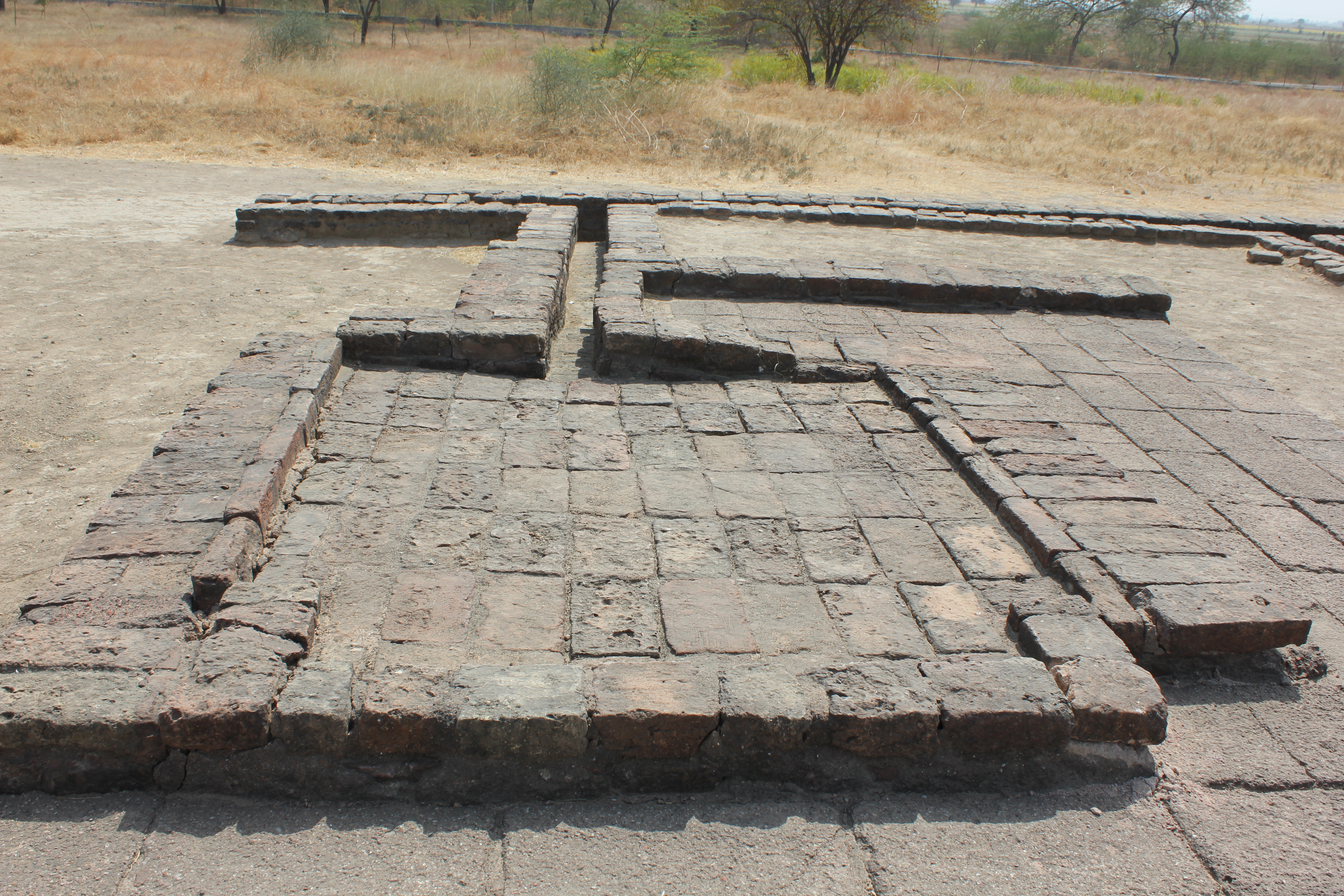
Ceglana struktura, zidentyfikowana przez badaczy jako łazienka. Lothal

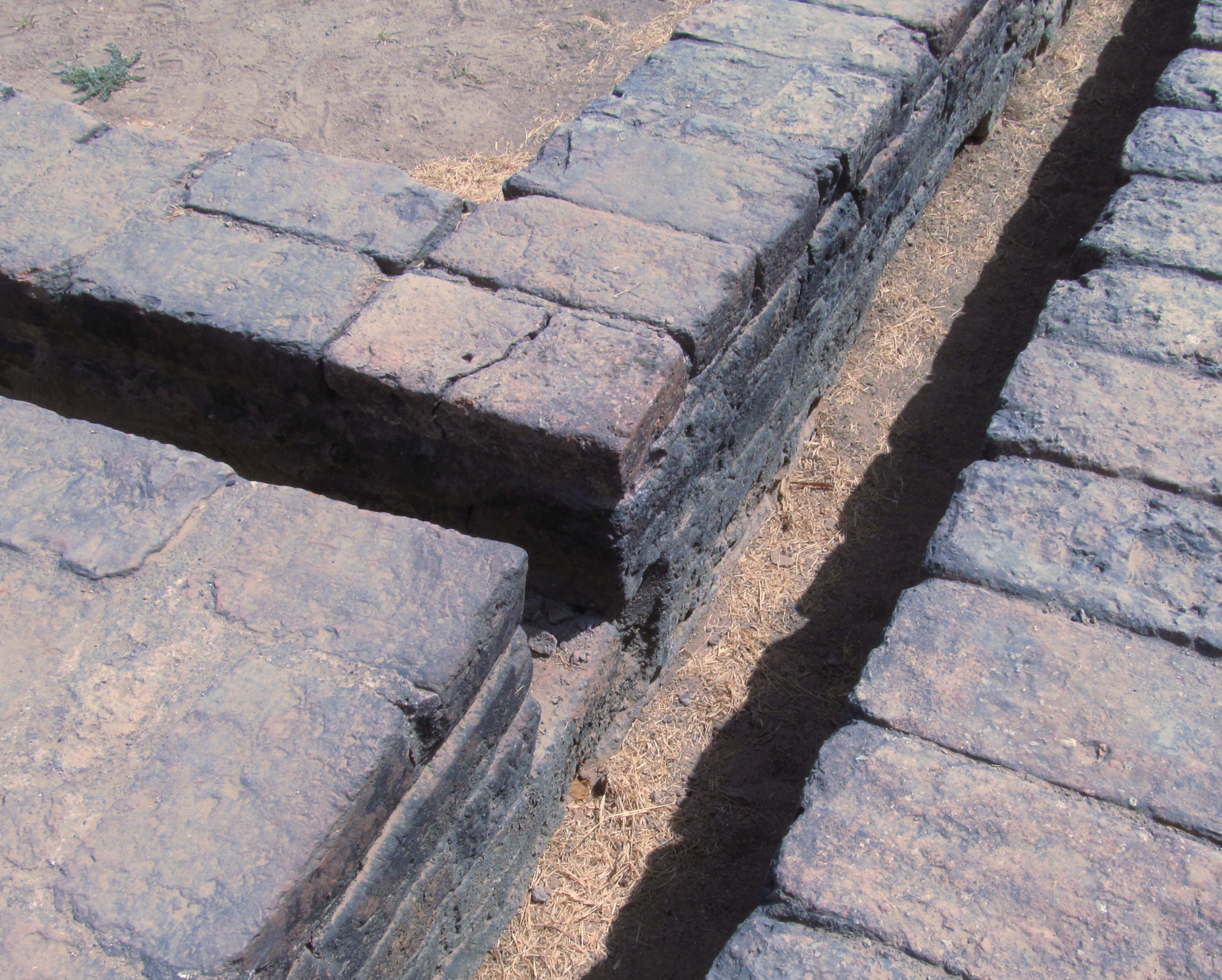
System kanalizacyjny wykorzystujący różnicę poziomów. Lothal

Pozostałości „dolnych miast” (ang. lower city) wykazują niezwykłą wręcz regularność zabudowy. Uzyskano ją poprzez podział obszarów mieszkalnych na duże prostokąty o bokach 1200/800 stóp (w przybliżeniu 360 na 250 m), usytuowanych wzdłuż szerokich na 10 metrów głównych ulic. Każdy z domów różniących się liczbą izb, co zdaje się wskazywać na zróżnicowanie społeczne, posiadał własny dostęp do ujęcia wody. Kolejną cechą charakterystyczną, nie przestającą zadziwiać naukowców, jest ogromna dbałość o higienę, wyrażająca się w rozbudowanym i dobrze zaplanowanym systemie kanalizacyjnym. Sprawiał on, że w tej jednej z pierwszych miejskich cywilizacji duża część domostw posiadała dostęp do własnej łazienki i toalety.
Podstawowym budulcem użytym przy budowie większości harappańskich osad, była wypalana w piecach na drewno cegła (ang. baked brick) o standaryzowanych wymiarach, dla których stosunek wartości wynosił 1:2:4, co oznacza że szerokość była dwa razy większa niż grubość, a długość dwa razy większa niż szerokość (7/14/28 cm). Przy czym w miastach znacznie oddalonych od rzek, z braku potrzebnej do wyrobu cegieł gliny, używano również kamienia.

### Pozostałe miasta
Ośrodki zakwalifikowane do pozostałych grup różniły się od tych największych głównie wielkością, zachowując jednak podobieństwo planu zabudowy. Jednym z najbardziej charakterystycznych miast trzech pozostałych grup było portowe Lothal, stanowiące jak się wydaje główny ośrodek handlu zewnętrznego. Również tutaj odnaleziono ogromny, sztuczny zbiornik spełniający przypuszczalnie funkcję doku. Niezwykle liczne osady wiejskie stanowiły wyspecjalizowane centra rzemiosła i produkcji rolnej, zorientowanej na potrzeby miast.

### Oddziaływanie
Cywilizacja doliny Indusu nie dość, że jedna z najstarszych, była również, spośród sobie współczesnych, najrozleglejszą. Jej oddziaływanie nie ograniczało się tylko do doliny Indusu, czy wybrzeży Morza Arabskiego, ale znacznie dalej nad Ganges (Kalibangan w pobliżu Delhi) i Amu-darię (Mundigak niedaleko Kandaharu). Świadczy to nie tylko o sile oddziaływania kulturowego, ale również zasięgu kontaktów handlowych, jako że Mundigak było prawdopodobnie faktorią, zapewniającą import cenionej w starożytności lapis lazuli.

### Artefakty

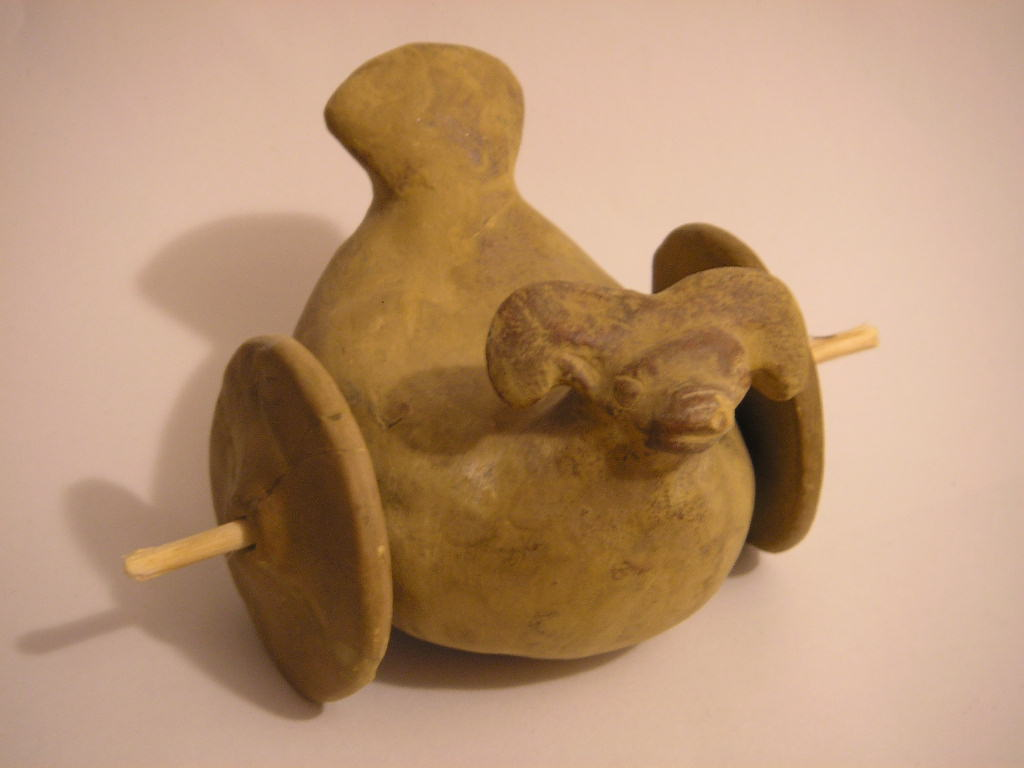
Zabawka z Mohendżo-Daro

Z przedmiotów życia codziennego zachowały się głównie niewielkie, lecz ozdobne artefakty: ceramika (kuchenna, stołowa i grobowa), narzędzia (wśród nich najwcześniejsze okazy metalowych (miedzianych) haczyków na ryby), przybory toaletowe, zabawki (np. kostki do gry z 6 oczkami – identyczne ze znanymi obecnie, pionki do gier, m.in. do gry będącej zapewne pierwowzorem szachów, gwizdki w formie ptaków i jajek, wózki i zwierzęta na kółkach, zwierzęta z ruchomymi częściami ciała), pieczęcie (dotychczas odkryto ok. 2500, najczęściej steatytowych pieczęci), tabliczki ze znakami pisma, fragmenty inkrustacji mebli i innych ornamentów, guziki (identyczne w formie z używanymi obecnie), biżuteria (koraliki, naszyjniki, bransolety, brosze, wisiory itd.), amulety, lusterka, a także niewielkie przedstawienia figuratywne ludzi, rzeczywistych i fantastycznych zwierząt oraz nieznanych bóstw. Podobieństwo stylu wykonania oraz znaleziska niemal identycznych obiektów na całym obszarze cywilizacji wskazują, iż wiele z nich było wytwarzanych masowo.
Surowce wykorzystywane do ich wyrobu stanowiły: muszle, drewno (głównie cedrowe), glina, terakota, fajans, kamionka, kość, kość słoniowa, róg, ołów, miedź, brąz, srebro, złoto, kamienie: steatyt (talk), alabaster oraz kamienie półszlachetne – najczęściej karneol, a także: azuryt, antymon, ametyst, jadeit, jaspis, turkus, onyks, lazuryt, amazonit, agat i inne.
Spośród motywów przedstawionych na mających wielkość pocztowego znaczka pieczęciach najczęściej pojawia się nosorożec, gawial, słoń, bawół wodny, byk zebu, tygrys, łódź, figowiec pagodowy, jednorożec, fantastyczne trójgłowe zwierzę oraz tzw. „władca zwierząt” – bóstwo w pozycji jogina w otoczeniu zwierząt, podobne do późniejszych przedstawień boga Śiwy (w tzw. postaci Paśupati). Wydaje się, iż wizerunki te były handlowymi identyfikatorami określonych grup społecznych, widniejącymi na pieczęciach w sąsiedztwie napisu, będącego być może tytułem lub imieniem właściciela. Pieczęcie odciskano w glinie bezpośrednio na towarach przeznaczonych do eksportu czy sprzedaży, lub na wiążących je linach. Większość z nich miała na odwrocie małe uszko, umożliwiające nanizanie jej na sznurek lub rzemień. Podobnie jak pokryte znakami pisma tabliczki (o niewiadomym przeznaczeniu) musiały one mieć ograniczony czas ważności, jako że duże zbiory nieuszkodzonych obiektów archeolodzy znajdowali w śmieciach, gdzie zostały zapewne wrzucone celowo.

## Charakterystyka kultury

### Ustrój społeczny
Cywilizacja doliny Indusu stworzyła pierwsze w tym regionie wieloklasowe społeczeństwa, co sugerują m.in. figurki ludzi w różnych strojach i fryzurach oraz znaki pisma. Posiadały one oligarchiczny lub teokratyczny system władzy, ze stojącymi na szczycie drabiny społecznej religijnymi lub ekonomicznymi elitami miast-państw, które kontrolowały rozległe obszary (np. Harappa kontrolowała ok. 130 km²). Brak natomiast jakichkolwiek wskazówek nie tylko dominacji, lecz nawet istnienia zorganizowanej siły militarnej, co znów stanowi ewenement wśród cywilizacji tego okresu. Wniosek taki wysnuć można z braku jakichkolwiek przedstawień podbojów czy wojennego rzemiosła oraz archeologicznych dowodów wojen (odkopano zaledwie kilka egzemplarzy broni).
Wiele danych wskazuje też na to, że władcy manifestowali swoją ekonomiczną lub duchową potęgę nie poprzez wznoszenie okazałych budowli czy pomników, lecz przez symbolikę rzeczy drobnych: biżuterii, pieczęci i pisma. Mimo bowiem istnienia w każdym mieście rozległych cytadeli, nie odkryto w nich budynków, które można by jednoznacznie określić jako pałace lub świątynie, co wskazuje, iż obiekty te służyły raczej ogółowi społeczeństwa (np. tzw. „wielka łaźnia” w Mohendżo-Daro), zaś system rządów mógł być zbliżony do formy republikańskiej. Wydaje się, iż był on bardzo efektywny, skoro przez wiele wieków potrafił zapewnić prawidłowe funkcjonowanie miejskiej infrastruktury. Mimo to niektóre znaleziska archeologiczne sugerują istnienie pewnych form miejskiej patologii, o czym mogą świadczyć np. sporadycznie znajdowane ludzkie zwłoki, najwyraźniej porzucone w odległych zaułkach miast.
Wiadomo ponadto, iż struktura społeczno-ekonomiczna była we wszystkich miastach podobna oraz charakteryzowała się dużym egalitaryzmem, o czym świadczy jednolite rozplanowanie urbanistyczne i styl wykonania artefaktów oraz brak wyraźnych oznak zróżnicowania statusu materialnego w pochówkach. Z uwagi na to, a także powszechność wysokiej jakości wyrobów rzemieślniczych i technologii budowlanych oraz ogólny dobrobyt (analiza szczątków ludzkich dowiodła, iż ludność była dobrze odżywiona, a mięso było powszechnie dostępne) cywilizacja doliny Indusu zwana jest często przez naukowców „społeczeństwem klasy średniej” (R. Meadow).

### Gospodarka

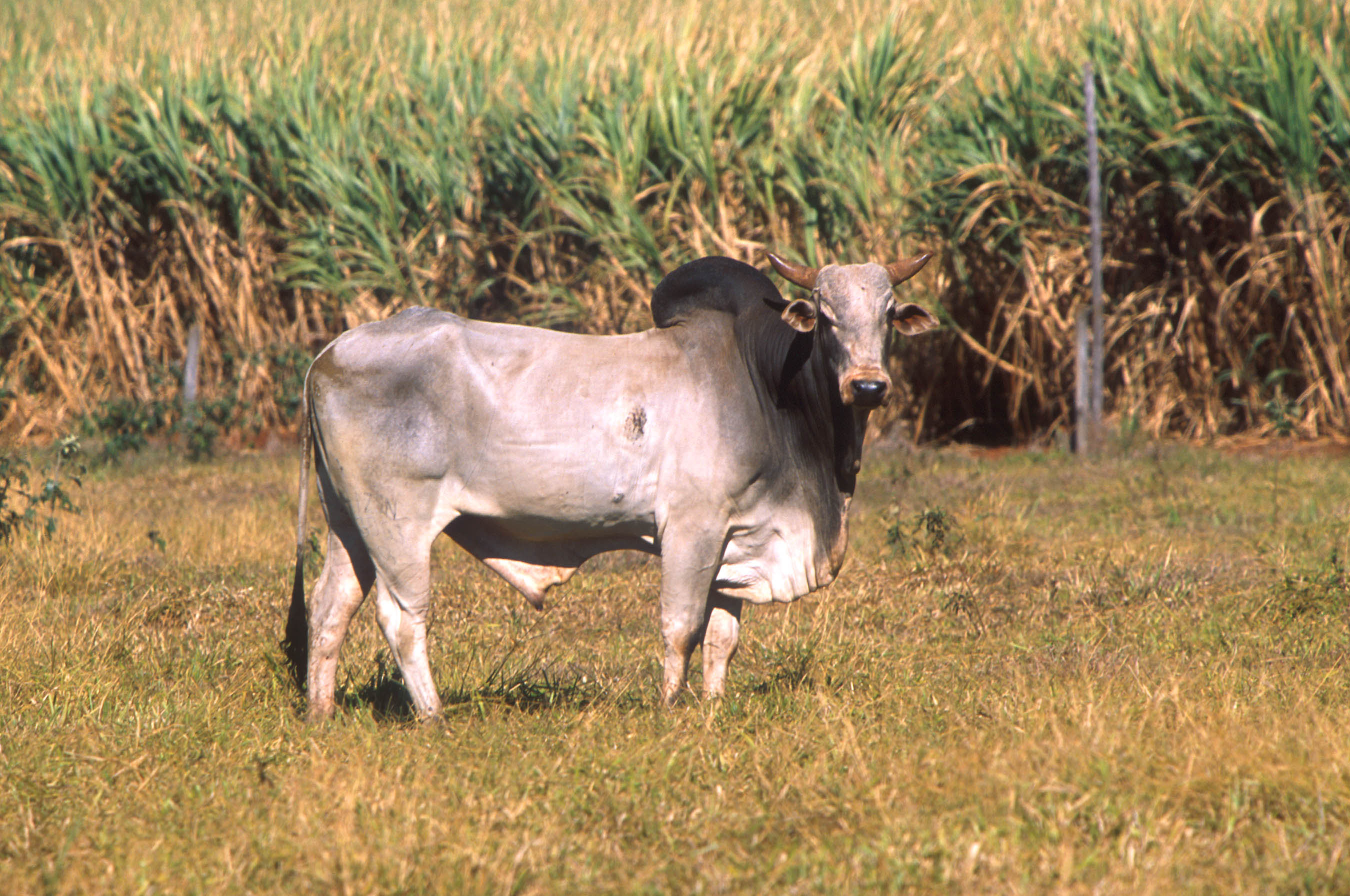
Zebu – rodzaj bydła domowego, hodowanego nad Indusem 3300 lat p.n.e. oraz obecnie

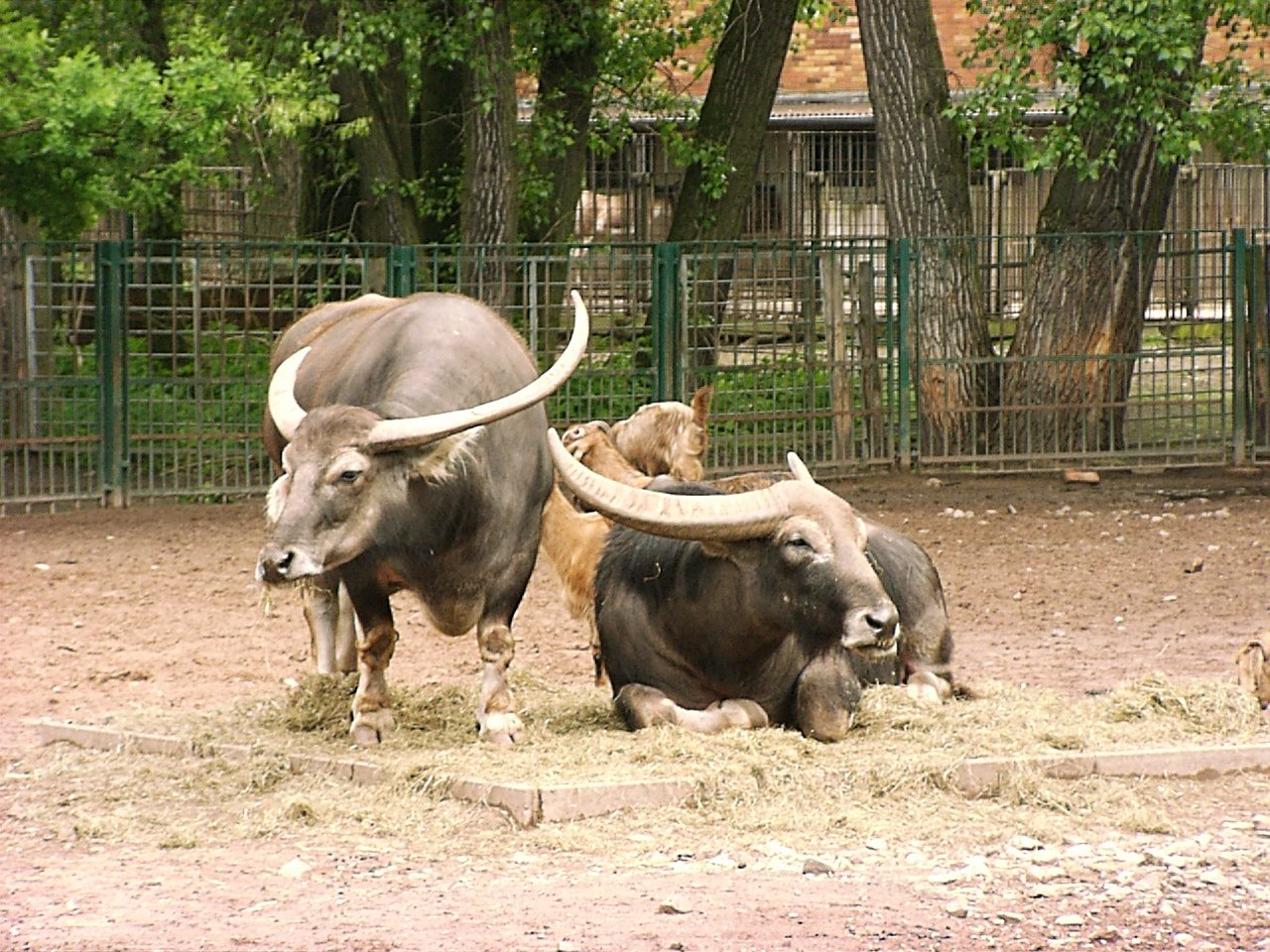
Bawoły wodne – nadal używane jako siła pociągowa w całej południowej Azji

Rozległa sieć handlowa łączyła rodzinne miasta induskich kupców z Azją Centralną, południem Półwyspu Indyjskiego, wybrzeżami Morza Arabskiego, rejonem Zatoki Perskiej i Półwyspu Arabskiego, być może również z Azją Zachodnią, Kretą i Egiptem. Znajdowane tak nad Eufratem, jak i nad Indusem artefakty świadczą o żywych kontaktach z Sumerem, którego dokumenty handlowe wspominają o kraju Meluhha, identyfikowanym właśnie z cywilizacją Indusu. W Lothal znaleziono ponadto zmumifikowane zwłoki Egipcjanina i Asyryjczyka. Istnieją też liczne dowody wysokiego stopnia opanowania techniki żeglarskiej: doki w Lothal – używane jeszcze w XX wieku, zatopione ruiny dużego portu i miasta Dwarka, znaleziska wielkich kamiennych kotwic, odkryty w Lothal przyrząd nawigacyjno-pomiarowy, mierzący kąty dużych powierzchni w oparciu o położenie gwiazd i horyzontu itd. Z zagranicy importowano głównie surowce dla warsztatów rzemieślniczych: kamienie półszlachetne, steatyt, muszle, metale, a także wełnę i bitum, zaś eksportowano produkty rolnicze (bawełna) i hodowlane (kury) oraz wyroby rzemieślnicze (broń, narzędzia, biżuteria, ornamenty) i surowce (drewno, kość słoniowa, lapis lazuli, złoto, perły).
Rolnictwo oraz hodowla stanowiły fundament induskiej gospodarki. W celu zwiększenia efektywności rolnictwa budowano sieci kanałów nawadniających. W okresie rozkwitu cywilizacji (2600–1900 p.n.e.) stosowano głównie zimowe uprawy pszenicy i jęczmienia, jak również gorczycy, ciecierzycy, bawełny (pierwsze znane uprawy tej rośliny datują się z tego okresu), grochu, sezamu i daktyli, jednak po roku 1900 p.n.e. wykorzystanie deszczów monsunowych umożliwiło rozwój letnich upraw sorgo i ryżu (jest to także najprawdopodobniej pierwsze wykorzystanie tego zboża). Najwyraźniej właśnie z tego powodu nastąpiło w tym okresie przesunięcie rejonu nowo powstających osad ku dolinie Gangesu i Jamuny, wcześniej porośniętej dżunglą.
Hodowano kury, kaczki, owce, kozy, bydło zebu i bawoły wodne, zaś oprócz tego ówcześni ludzie posiadali także udomowione psy, ptaki oraz niewielkie małpki. Nie jest jasne, czy słonie były już wówczas wykorzystywane przez człowieka, jednak w ruinach Harappy odnaleziono figurki tych zwierząt, oznaczonych białymi i czerwonymi znakami na głowie w sposób, który do dziś stosują indyjscy kornacy. Natomiast znajdowane niekiedy figurki nosorożców, niedźwiedzi i gepardów z obrożami na karkach stawiają zagadkę odnośnie do wykorzystania i udomowienia także ich, choć najprawdopodobniej są to jedynie przedstawienia tych zwierząt (używanych do celów religijnych i rozrywkowych) w niewoli.
Na wysokim poziomie stało rzemiosło, głównie artystyczne: produkcja fajansu i terakoty oraz obróbka metali i kamieni (np. potrafiono wywiercić otwór w kamiennym paciorku o średnicy 1 mm, lub wykuć złoty paciorek o 0,25 mm średnicy). Znano koło, używane zarówno w garncarstwie, jak i w celach transportowych – obok zwierząt jucznych i łodzi. Stosowany w rzemiośle system wag opierał się na zależnościach: 2-4-8-16-32-64 – aż do 12.800 jednostek, gdzie najmniejsza jednostka ważyła ok. 0,856 grama. Znalezione w Lothal, Mohendżo-Daro i Harappie skale w kształcie linijek świadczą, iż stosowano także dziesiętny system pomiaru długości z najmniejszą jednostką wynoszącą 1.704 mm. Oba systemy były przydatne zarówno w planowaniu skomplikowanych robót architektonicznych, jak i w jubilerskiej obróbce drobnych obiektów. Przy braku znajomości pieniądza była to najprawdopodobniej podstawa poboru podatków oraz dalekosiężnego handlu, a więc i władzy induskich elit.

### Pismo i język

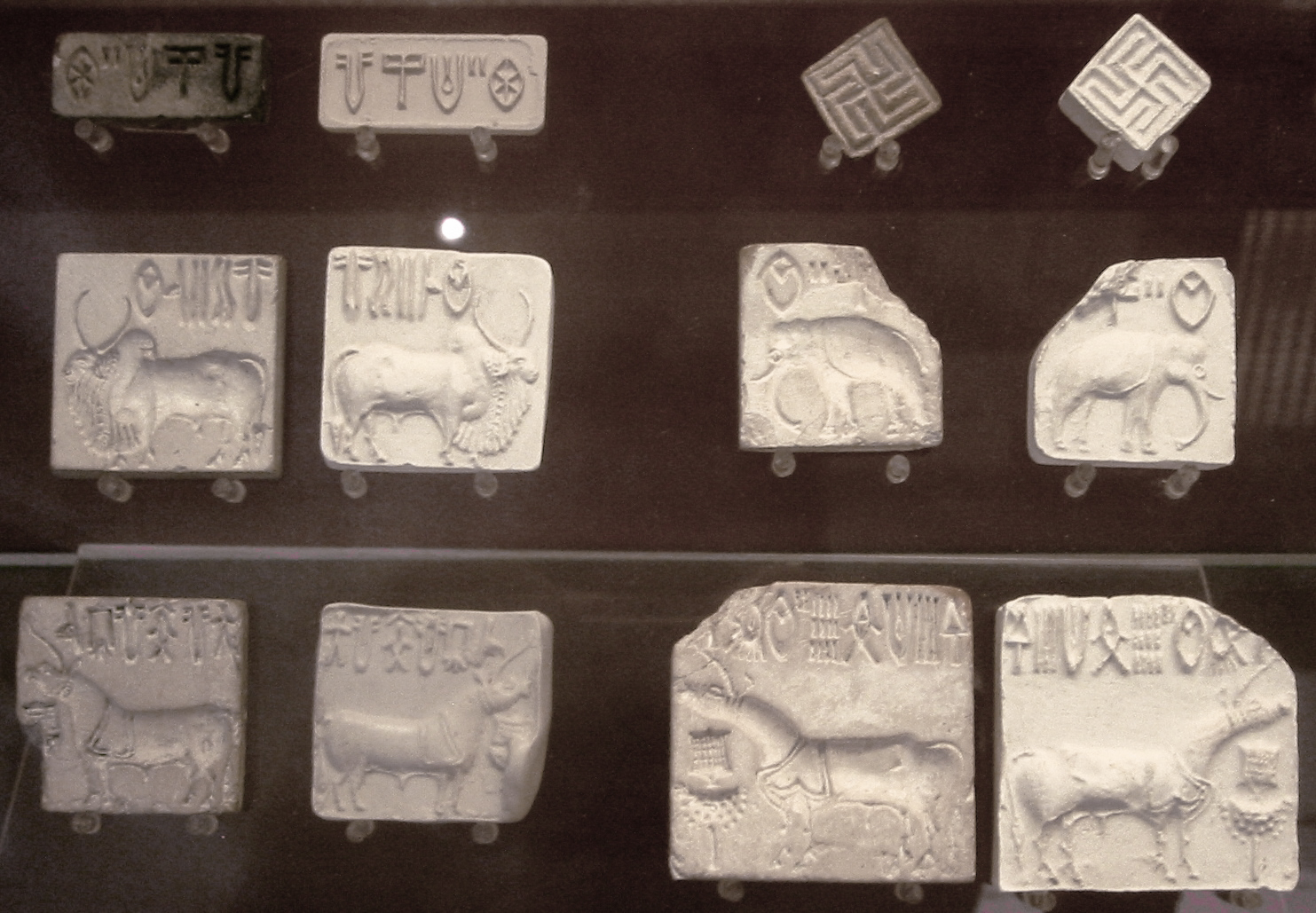
Pieczęcie z pismem, motywami zwierzęcymi i abstrakcyjnymi oraz ich odciski

Dotychczas naukowcom nie udało się rozszyfrować induskiego pisma, którego jedyne przykłady dotrwały do naszych czasów głównie na pieczęciach, glinianych tabliczkach, fragmentach ceramiki, fajansu, terakoty oraz kamienia. Pomimo obfitości wciąż znajdowanego materiału (ok. 4000 obiektów), na ogół są to bardzo krótkie inskrypcje (średnio 5-7 znaków, najdłuższa ma 26), zaś ich język nie został dotąd jednoznacznie zidentyfikowany i powiązany z żadną rodziną językową. Nie istnieje ponadto żaden dwujęzyczny dokument w rodzaju Kamienia z Rosetty, który pomógłby w odczytaniu pisma. Dotychczasowe próby nie przyniosły rozstrzygającego rozwiązania, zaś treść rekonstruowanych inskrypcji pozostaje nadal w sferze hipotez, co sprawia, iż kultura Indusu jest wciąż mało znana. Nie jest wykluczone, że istniały dłuższe teksty, lecz sporządzono je na nietrwałych materiałach: liściach bananowca (materiał piśmienniczy znany także na południu Indii w późniejszych epokach), bawełnie, wyprawionej skórze, lub korze. Mimo to dzięki zastosowaniu analiz komputerowych, naukowcy zdołali dotąd zidentyfikować ok. 400-600 znaków (spośród nich ok. 135 najczęściej używanych), zaś wielu z nich uważa, iż tworzą one czytany od prawej do lewej logograficzno-sylabiczny system zapisu nieznanego, być może aglutynacyjnego języka, którego syntaktyka zdaje się być podobna do protodrawidyjskiej. Do tego w inskrypcjach stosuje się najwyraźniej dziesiętny system zapisu liczb, w którym kreseczki oznaczają jednostki, zaś półkola – dziesiątki.
Pomimo hipotez próbujących powiązać tak język, jak i pismo induskich pieczęci z cywilizacją dawnego Sumeru, wszystko wskazuje na to, że rozwinęły się one w dorzeczu Indusu niezależnie, zaś używający ich ludzie reprezentowali kulturę zupełnie inną od sumeryjskiej. Tezę tę potwierdzają liczne znaleziska obrazujące ewolucję znaków pisma, którego najstarsze przykłady (symbole trójzębu interpretowane jako ideogramy) datują się sprzed okresu świetności cywilizacji (z ok. 3300 roku p.n.e., są więc współczesne sumeryjskim znakom klinowym) oraz ewidentnie pochodzą z wcześniejszych motywów zdobienia ceramiki. Podobnie nieudowodnioną koncepcją jest domniemane pochodzenie znanego z Wyspy Wielkanocnej pisma rongorongo od pisma induskiego, do którego jest tylko powierzchownie podobne.

### Religia
Zaledwie 2% znalezionego materiału archeologicznego da się jednoznacznie powiązać z praktyką religijną, co sprawia, iż bardzo mało wiadomo dziś o tej sferze życia nad Indusem. Najczęściej są to przedstawienia bóstw (np. „władcy zwierząt”, bóstwa na drzewie itd.) czczonych przez ludzi i przyjmujących ofiary oraz procesje. Być może w ten sposób należy także interpretować przyozdobione girlandami kwiatów zwierzęta, co jest dosyć popularną praktyką zarówno wielu dawnych, jak i dzisiejszych form kultu (np. w hinduizmie). Brak jednak jakiejkolwiek monumentalnej sztuki, a w szczególności okazałych świątyń, co zdaje się zaprzeczać istnieniu tak rozbudowanych form religii, jakie znamy np. w starożytnym Egipcie, oraz rzuca pewien cień na koncepcję ustroju teokratycznego. Z drugiej jednak strony przeznaczenie tzw. budynków użyteczności publicznej w miejskich cytadelach wciąż pozostaje nieznane, nie jest więc wykluczone, iż spełniały one funkcje świątyń lub klasztorów.
Jedynymi znalezionymi budowlami o charakterze jednoznacznie kultowym są małe kapliczki grobowe, podobne w formie do obecnie znanych samadhi, grobowców joginów i sadhu. Umieszczano je nad pochówkami zawierającymi resztki owiniętych w całuny zwłok w drewnianych trumnach, zaopatrzone w proste dary grobowe: naczynia z żywnością i skromną biżuterię (większość bogactw była najprawdopodobniej przekazywana potomkom). W okresie postępujących przemian ekonomiczno-społecznych po ok. 1900 roku p.n.e. pojawia się coraz więcej pochówków całopalnych z popiołami umieszczonymi w dużych urnach. Brak natomiast grobowców wyraźnie królewskich, zaś większość pochówków ukazuje podobny status materialny zmarłych.
Wśród znalezionego materiału archeologicznego zdarzają się niekiedy wyobrażenia kobiet w ciąży oraz żeńskiego bóstwa w typie Bogini-Matki (por. podobne wizerunki z epoki paleolitu), wskazujące być może na istnienie kultu płodności. Niewykluczone, iż takie samo znaczenie należy przypisać lingamom, również znajdowanym w ruinach induskich miast, a także często spotykanemu motywowi drzewa figowego, w hinduizmie uważanego za święte nawet współcześnie. Z kolei liczne figurki ludzi, zwierząt i rozmaitych hybryd, tradycyjnie interpretowane jako zabawki, mogły w rzeczywistości być używane w różnych formach kultu sił przyrody, duchów domowych oraz przodków. Wydaje się, iż podobną rolę spełniały pewne elementy biżuterii lub pieczęcie, noszone na rzemieniach na szyi, które traktowano jako amulety przedstawiające istoty totemiczne. Wszelkie religijne interpretacje induskich przedstawień figuratywnych obarczone są jednak dużą dozą niepewności, której wyraz dał archeolog Gregory Possehl stwierdzając, iż jedynym przejawem religijności, jaki pozostawili po sobie harappańczycy, są „skromne, wręcz wstydliwe wyrazy ludzkich uczuć”.
Zapewne niemałe znaczenie kultura Indusu wiązała też z żywiołami, szczególnie wodą. Większość miast, wyrosłych z rybackich osad, wzbogaciła się bowiem dzięki dogodnemu położeniu wzdłuż wodnych szlaków wymiany handlowej, z drugiej zaś strony była często nękana klęskami powodzi i suszy. Wodzie przypisywano więc potężny wpływ na ludzkie losy i traktowano zarówno jako dawczynię pożywienia i bogactwa, jak też nieokiełznaną siłę niszczącą. Związane z nią zwierzęta, jak: ryba, gawial czy bawół wodny, miały więc konotacje z siłami nadprzyrodzonymi i były często przedstawiane w sztuce. Niewykluczone też, iż skomplikowany system wodno-kanalizacyjny służyć miał nie tylko praktycznym celom utrzymywania higieny i zaopatrzenia domostw w wodę, lecz spełniał ważną rolę religijną, umożliwiając dokonywanie rytualnych ablucji. Wydaje się, iż podobną czcią darzono ogień, lub przynajmniej wykorzystywano go w praktykach kultowych, o czym świadczą odnajdywane ołtarzyki ogniowe, podobne do późniejszych z epoki wedyjskiej.
Wszystkie powyższe dane dowodzą, że religia mieszkańców doliny Indusu była rozbudowaną formą animizmu, być może z pewnymi aspektami praktyk szamanistycznych (znaleziono małe maseczki dla glinianych figurek, co może dowodzić, iż rzeczywiste maski też były używane).

## Upadek

### Przyczyny upadku
Cywilizacja doliny Indusu upadła w połowie II tysiąclecia p.n.e. najprawdopodobniej wskutek zmian ekosystemu, zapoczątkowanych ok. 2200 roku p.n.e.: powodzi, susz, zmian koryt rzecznych, wyschnięcia ok. 1900 roku p.n.e. antycznej rzeki Saraswati, pustynnienia i wzrostu zasolenia gleb, nadmiernej eksploatacji środowiska przez ludzi itd. Natomiast popularna w XIX i pierwszej połowie XX wieku teoria upadku na skutek najazdu Ariów (ok. 1500 roku p.n.e.) została przez niektórych badaczy podważona. W opuszczonych miastach brak bowiem archeologicznych dowodów jakiejkolwiek inwazji (np. spośród 37 szkieletów znalezionych w Mohendżo-Daro żaden nie spoczywał w okolicy miejskiej cytadeli), zaś analiza szczątków ludzkich nie potwierdziła zastąpienia jednej populacji inną (typy antropologiczne reprezentowane w znaleziskach są nadal dominujące w rejonie Gudźaratu, Pendżabu i Sindhu). Zamiast tego widać stopniowe przejście do mniej rozwiniętych form kultury, choć z zachowaniem pewnych wynalazków wcześniejszej fazy (np. znaków pisma czy systemu wag, które dopiero potem wyszły z użycia), a nawet rozwojem niektórych technologii (np. wyrobu ceramiki). Następnie ewolucja prowadzi do epoki wedyjskiej, zaś geograficznie następuje przesunięcie rejonu nowo powstających osad na wschód, w kierunku doliny Gangesu i Jamuny, spowodowane zapewne lepszymi warunkami uprawy nowych zbóż. Hipotezę kluczowej roli zmian klimatycznych zdaje się także potwierdzać fakt, iż mniej więcej w tym samym okresie m.in. z podobnych przyczyn upadła cywilizacja sumeryjska (co ze swej strony też przyczyniło się do zamarcia induskiego handlu i upadku miast).
Innym ważnym czynnikiem mogło być również przeciążenie polityczno-ekonomicznej struktury ośrodków miejskich, które w rezultacie zapoczątkowało powstanie nowych, prostszych form ustroju. Dowody archeologiczne wskazują bowiem, iż w okresie 1900–1300 p.n.e. Harappa przestała być utrzymywana w należytym stanie: miasto stawało się coraz bardziej zatłoczone (ekspansja domostw do strefy publicznej) i zaniedbane. Sugeruje to, że dotychczasowe elity musiały stracić autorytet i władzę oraz nie były już w stanie kontrolować zarówno organizacji wewnątrz miast, jak i jego rozległych powiązań handlowych, które ostatecznie obumarły. Fakt ten spowodował nie tylko regres ekonomiczny i zerwanie kontaktów ze światem, lecz także przyczynił się do fragmentacji samej cywilizacji Indusu na szereg prostszych kultur. Można więc stwierdzić, iż upadek induskich miast był rezultatem wielu jednoczesnych czynników i z całą pewnością był to długi proces transformacji kulturowej. Z tego powodu naukowcy często stosują zbiorczy termin „tradycja doliny Indusu” na określenie wszystkich wcześniejszych i bezpośrednio następujących kultur, kwitnących w tym regionie w okresie 7000–1300 p.n.e.
Mimo coraz szerszego uznawania autentyczności takiego właśnie biegu wypadków, niektóre dane sugerują jednak istnienie pewnej migracji, którą można interpretować jako tzw. „najazd”. Badanie haplogrup ludności Indii wykazało intensywne występowanie wśród najwyższych kast wschodnioeuropejskiej męskiej haplogrupy R1a1 oraz równomierne, niezależne od kasty, występowanie haplogrup kobiecych typowo indyjskich. Dowodzi to męskiego charakteru napływowego substratu europejskiego, który zaczął opanowywać Indie ok. 1500 roku p.n.e., a więc w czasach domniemanego najazdu Ariów. Dane te nie wyjaśniają jednak, czy napływ obcej populacji miał charakter podboju, czy pokojowej migracji ekonomicznej.

### Dziedzictwo
Wraz z zanikiem bardziej skomplikowanych form cywilizacyjnych wiele aspektów, łączonych z uprzednio dominującymi elitami odeszło w zapomnienie, np. pismo, pieczęcie, symbol jednorożca itd. Jednakże wiele elementów tej cywilizacji przetrwało: nowe miasta, które wyrosły w dolinie Gangesu i Jamuny w okresie 600–300 p.n.e. kontynuowały pewne formy organizacji społecznej, kultu (ofiary ze zwierząt, ofiarne „wypieki” z terakoty, ołtarzyki ogniowe), style budownictwa i urbanistyki, motywy zdobnicze oraz osiągnięcia technologiczne (wyrób ceramiki, fajansu i terakoty, uprawa bawełny itd.).
Niektóre aspekty cywilizacji Indusu są wciąż widoczne w kulturze krajów południowej Azji. Dotyczy to szczególnie tradycyjnej kultury materialnej, o czym świadczą podobieństwa używanych obecnie tradycyjnych przyborów toaletowych (np. grzebieni), leków i metod leczniczych, elementów stroju i wyglądu (biżuteria, fryzury itp.), instrumentów muzycznych (bębnów, fletów i cymbałów), łodzi, wozów, ornamentów, narzędzi oraz technik rolniczych i rzemieślniczych, rozwiązań architektonicznych (np. stylów budowy tradycyjnych gospodarstw) i inżynieryjnych (np. latryn i drenów ściekowych, studni sąsiedzkich, pieców) itd. z ich starożytnymi odpowiednikami lub przedstawieniami.
Podobna sytuacja zachodzi w przypadku religii hinduistycznych, które powszechnie uważa się za pochodzące od przybyłych tu ok. 1500–1200 p.n.e. Ariów. Tymczasem przypisywane im Wedy zawierają np. liczne wzmianki o potężnej rzece Saraswati, która wyschła na skutek ruchów tektonicznych 400–700 lat przed domniemaną datą kompilacji tych ksiąg. Świadczy to o istnieniu pewnej formy przekazu kulturowego między epoką cywilizacji Indusu a narodzinami wedyzmu. Również wiele form hinduistycznego kultu ma najprawdopodobniej korzenie w omawianym okresie, np. kult boga Śiwy i kobiecego bóstwa, spersonifikowanego później pod postacią Kali, Śakti czy Durgi, oraz kult lingamów. Wiele odnajdywanych artefaktów jest bardzo podobnych w formie do dzisiejszych hinduistycznych przedmiotów kultowych, np. pierścienie ze splecionych drutów identyczne z używanymi dziś w Indiach obrączkami ślubnymi. Podobnie, niektóre sceny i symbole przedstawione na induskich pieczęciach można interpretować jako narracje znanych hinduistycznych mitów, lub przedstawienia postaci w znanych obecnie pozycjach jogi.

## Zagadnienia podłoża etnicznego i językowego cywilizacji

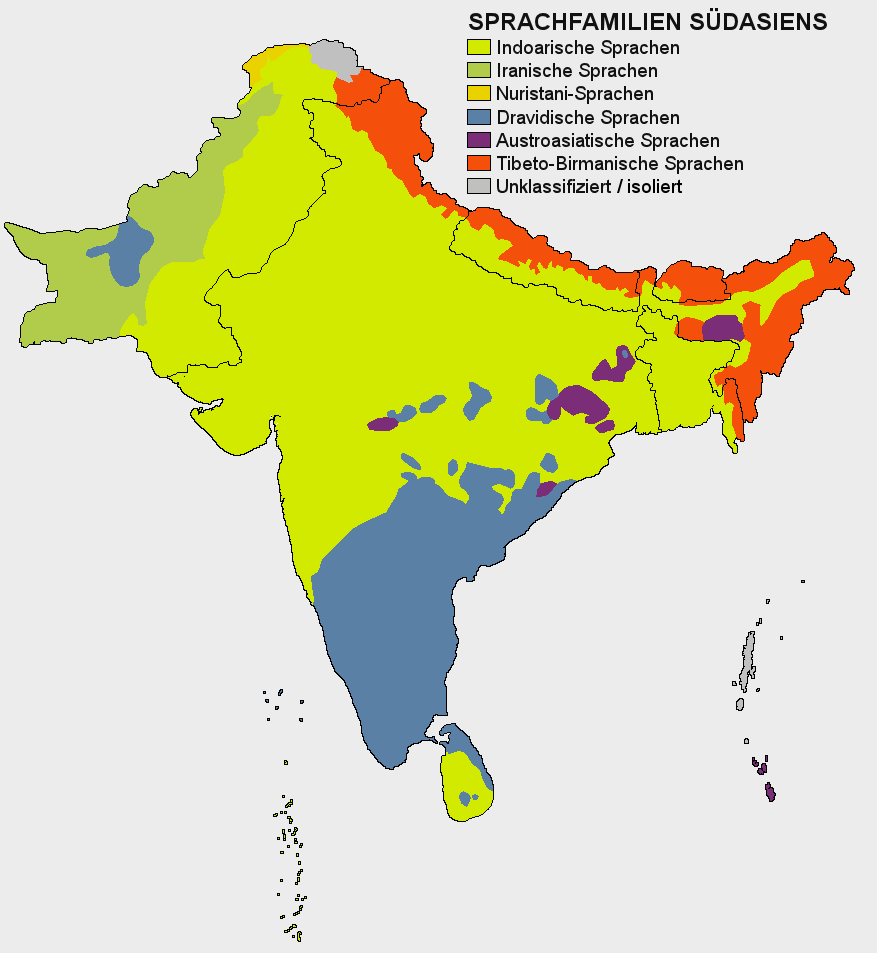
Mapa lingwistyczna współczesnego subkontynentu indyjskiego: kolor seledynowy i zielony – języki indoeuropejskie, kolor ciemnoturkusowy – języki drawidyjskie

Istnienie owego przekazu kulturowego oraz niezweryfikowana historyczność tzw. aryjskiego podboju Indii doprowadziły naukowców do trzech alternatywnych wizji przeszłości:

### Teoria drawidyjska według I. Mahadevana
Nawiązująca do tradycyjnych poglądów teoria głosi, iż twórcami cywilizacji doliny Indusu była ludność mówiąca językiem z drawidyjskiej rodziny językowej, której kultura rozprzestrzeniła się na południe subkontynentu indyjskiego m.in. w wyniku najazdu Ariów, przybyłych już po okresie upadku Harappy i Mohendżo-Daro. W wyniku tego wpływu część aspektów dawnej cywilizacji została zatracona, część zaś zachowała się ulegając przemianom kulturowym. Twórcą i głównym propagatorem tej teorii jest tamilski językoznawca i paleograf I. Mahadevan, zaś wspierają ją także B. Allchin i R. Allchin.
Jednakże jak dotąd odkryto nieliczne dowody mogące świadczyć o związkach harappańczyków z drawidyjskimi ludami z południa, jak np. znaleziony w Sembian-Kandiyur (stan Tamil Nadu) w 2006 roku kamienny topór ze znakami induskiego pisma czy terakotowy talerz z podobną inskrypcją znaleziony w Sulur (również w Tamil Nadu). Natomiast opieranie się na starotamilskich przekazach o pochodzeniu niektórych wodzów plemiennych z Gudźaratu wydaje się dosyć spekulatywnym dowodem.

### Teoria drawidyjska według A. Parpoli
Najazd Ariów był jedynie epizodem paralelnym do wielu podobnych inwazji w historii Indii, lub też miał formę stopniowej migracji. W obu przypadkach rezultatem było powstanie mieszanej kultury hinduistycznej, której trzon pochodził od drawidyjskiej ludności induskich miast, zaś głównym dziedzictwem Ariów było stopniowe rozprzestrzenienie się ich języka. Teorię tę (podobnie jak poprzednią) zdaje się potwierdzać poświadczona obecność drawidyjskiej rodziny językowej nad Indusem: języka brahui (który jednakże według alternatywnych analiz mógł pojawić się tu dopiero w średniowieczu) oraz drawidyjskiego substratu w niektórych indoaryjskich językach Indii i Pakistanu: głównie w sindhi. Mimo to opierające się na tej podstawie rekonstrukcje języka kultury Indusu pozostają nadal niezweryfikowanymi hipotezami. Twórcą tej teorii jest fiński językoznawca A. Parpola.

### Teoria indoeuropejska
Teoria ta głosi, że spopularyzowany przez XIX-wieczną europejską historiografię tzw. aryjski podbój Indii w ogóle nie istniał, zaś cywilizacja doliny Indusu została zbudowana przez osiadłą tu już wcześniej ludność praindoeuropejską. Język induskich pieczęci można zatem zrekonstruować porównując go do innych języków tej rodziny. Teorię indoeuropejską wspiera brak archeologicznych dowodów jakiejkolwiek inwazji ok. 1500–1200 roku p.n.e., zaś jej zwolennicy głoszą, iż Wedy w ogóle nie wspominają ani o pozaindyjskiej ojczyźnie Ariów, ani o walce jaką mieliby oni stoczyć z tubylcami. Zinterpretowane w ten sposób w XIX wieku fragmenty Rygwedy byłyby wówczas jedynie ideologicznym wsparciem kolonializmu i idei supremacji rasy białej, zaś w rzeczywistości odnosiłyby się jedynie do świata nadprzyrodzonego, albo raczej opisywały walki pomiędzy poszczególnymi plemionami indyjskimi i irańskimi (interpretację tę przyjmuje też wspomniany wcześniej Asko Parpola, twórca umiarkowanego modelu inwazjonistycznego). Ponadto wiele symboli kojarzonych dotychczas z dziedzictwem indoeuropejskim (np. ćakra, swastyka, trójząb, tzw. nieskończony węzeł czy om – ten ostatni przedstawiany jako liść świętego figowca) można odnaleźć w wizerunkach, ornamentyce i piśmie induskich pieczęci oraz tabliczek.
Do tego przyjęcie koncepcji nietubylczego pochodzenia Wed implikuje tzw. paradoks D. Frawleya, głoszący, iż z jednej strony mamy do czynienia z bogatą literaturą wedyjską bez jakichkolwiek archeologicznych znalezisk z nią związanych, z drugiej zaś istnieje bogata kultura Indusu bez żadnej znanej literatury. Zdaje się to więc sugerować, iż święte księgi hinduizmu zawierają induskie dziedzictwo kulturowe, zaś kultura wedyjska jest w istocie tubylczą kulturą Indii, która wyewoluowała z cywilizacji Indusu (lub była z nią tożsama) i ewoluuje nieprzerwanie do dziś. Według ustaleń autorów popierających omawianą teorię, datę kompilacji tych ksiąg także należy przesunąć ok. 1000 lat wstecz, m.in. z powodu, że opisują one liczne szczegóły upadku wielu mitycznych miast, które można utożsamić np. z Dwarką czy Harappą (miasto Harijuppia w Rygwedzie), lub też z powodu, iż zawierają one dane astronomiczne (na temat równonocy i położenia gwiazd) i geograficzne (na temat rzeki Saraswati) dotyczące tego okresu. Warto też nadmienić, iż według samej tradycji wedyjskiej, spisanie świętych ksiąg hinduizmu nastąpiło ok. 3000 roku p.n.e., a więc w czasach budowy Harappy i Mohendżo-Daro.
Teorię indoeuropejską w tej formie stworzyli indyjscy naukowcy: R.S. Bisht, M. Danino, B.B. Lal i S.R. Rao, jednak przychylają się do niej także znani zachodni archeolodzy: G. Dales, D. Frawley, J.M. Kenoyer, C. Renfrew i J. Shaffer. Przeczy jej jednak brak jakichkolwiek przedstawień konia, motywu bardzo rozpowszechnionego w innych kulturach stworzonych przez pierwotnie koczowniczych Indoeuropejczyków, a także poświadczony analizą kości fakt wykorzystywania tego zwierzęcia na subkontynencie indyjskim dopiero ok. 2000 roku p.n.e., a więc po okresie rozkwitu kultury Indusu, choć przed wnioskowaną w oparciu o Wedy inwazją Ariów. Jednak pomimo ogólnie przyjmowanego braku (lub ogromnej skąpości) przedstawień konia w obszarze cywilizacji Indusu, wykopaliska potwierdziły obecność samego zwierzęcia w tym obszarze ok. roku 2500 przed Chr. lub nawet 3600 przed Chr., chociaż wprawdzie pozostałości szkieletów końskich w tym obszarze były relatywnie skąpe w porównaniu z innymi obszarami kultury indoeuropejskiej. Również, brak przedstawień konia, niekoniecznie musi oznaczać brak obecności tego zwierzęcia, gdyż pomimo powszechnego występowania krów w obszarze Indusu, przedstawienia krowy też się nie zachowały. Ponadto niewielką liczbę szkieletów końskich da się też wyjaśnić znacznie mniejszą liczbą zachowanych szkieletów ludzkich niż można by było się spodziewać po poziomie zaludnienia obszaru.

### Alternatywne teorie

#### Teoria mundajska
Mniejszościową hipotezą jest też teoria mundajska, według której język cywilizacji Indusu należał do rodziny mundajskiej. Autorem hipotezy był N.K. Verma, pracownik transportu rządowego w Biharze. Oparł ją na swojej własnej analizie podobieństwa między pismem mundajskiego języka santhali, a pismem Harappy. Podobieństwo to nie zostało jednak definitywnie udowodnione, a samo istnienie takiego podobieństwa nie sugerowałoby niczego na temat grupy językowej języka Indusu, ponieważ alfabety pierwotnie używane do zapisu języka jednej grupy językowej są również wykorzystywane do zapisu języków z innych grup czy rodzin (przykładem jest pismo brahmi, pierwotnie używane do zapisu języków indoaryjskich, którego derywatywy stosuje się do zapisywania języków np. drawidyjskich czy języka tybetańskiego należącego do rodziny chińsko-tybetańskiej).
Spośród indologów jednym z proponentów teorii jest Michael Witzel, który uważa, że mieszkańcy cywilizacji doliny Indusu mówili językiem paramundajskim. Opiera ją na uprzednio założonym modelu inwazji aryjskiej oraz obecności substratu niektórych „tubylczych” (tzn. mundajskich i drawidyjskich) języków Indii w sanskrycie wedyjskim. W świetle dowodów uznających obecność substratu drawidyjskiego za bardzo wątpliwie poświadczoną stwierdził, że substrat musiał być mundajski. Jednak również teorie substratu mundajskiego są mocno mgliste i spekulatywne oraz niezweryfikowane. Sama obecność substratu mundajskiego byłaby co najwyżej poszlaką po stronie tej teorii, gdyż nie implikowałaby kontekstu geograficznego owego wpływu językowego.

#### Teoria Wyspy Wielkanocnej
Na marginesie istnieje też wcześniej wspomniana teoria Wyspy Wielkanocnej, również oparta wyłącznie na rzekomych podobieństwach między pismem Indusu a pismem rongorongo. Jednak jak stwierdzono wcześniej są one powierzchowne i najprawdopodobniej przypadkowe, jeżeli w ogóle istnieją. Nie ma żadnych innych poszlak powiązania kulturowego między Wyspą Wielkanocną a cywilizacją doliny Indusu. Konsensus naukowy nie poświęca tej hipotezie większej uwagi. Mimo iż migracja ludów austronezyjskich z Azji południowo-wschodniej zarówno do Indii, jak i na obszary Pacyfiku nie jest wykluczona, to rzekome istnienie podobieństw między systemami pisma, z tych samych względów co w przypadku hipotetycznego powiązania harrapańsko-santhali, nie stanowi żadnego twardego dowodu.